# Køge Bugt Strandpark
Strandparken ved Køge Bugt er et syv km langt menneskeskabt strand-, natur- og friluftområde med klitter, søer og enge, beliggende i den nordlige del af Køge Bugt. Området fungerer også som beskyttelse mod oversvømmelse fra havet af de lavtliggende byområder tæt på kysten. Klitterne i Køge Bugt Strandpark er tilplantet med 2,6 millioner hjælmelokker hentet fra Vestjylland, og øvrige arealer med 190.000 buske og træer. Centralt i Strandparken ligger Arken – Museet for Moderne Kunst.  
Strandparken blev bygget i årene 1976-1979, indviet i 1980 og er i dag et sammenhængende naturområde med faciliteter såsom badebroer, toiletter, P-pladser og kiosker.
Strandparkens udformning blev skabt af idéer om kunstigt at skabe rekreative områder på den københavnske Vestegn der kunne måle sig med den nordsjællandske natur - som det sås ud fra et natursyn med rødder i dansk nationalromantik.  Strandparken blev skabt ved sandpumpning af sand fra Køge Bugt, ud fra tanker gjort i forbindelse med Køge Bugt-planen og mere konkret ud fra landskabsanalytiske skitser fra fredningsarbejde. Disse skitser tog udgangspunkt i den allerede eksisterende strandengskyst med lavt vand og sandøer udfor kysten. De naturlige skabte revler blev forstærket ud i bugten hvorved er udformet to halvøer ud fra kysten, med hver en badestrand vendt mod bugten.  Den nordøstligste halvø deles henover kommunegrænserne for Brøndby og Vallensbæk  medens den sydvestligste halvø går henover Ishøj og Greves grænser. Kystlinjen blev i alt trukket 700-800 m ud fra kysten. 
Bag strandene har klitområder og 6 saltvandssøer - skabt et nyt kystlandskab af blivende værdi. De  fredede dele af Ishøj strandenge, fredet før Strandparkens etablering, ligger nu mellem søområderne og bydannelsen - i stedet for som før ved kysten. Det drejer sig om et større område ved åmundingen fra Store Vejleå og et mindre område nord for åmundingen fra Lille Vejleå.
I Strandparken ligger også fire lystbådehavne: Brøndby Havn, Vallensbæk Havn, Ishøj Havn og Hundige Havn.

## I litteratur
Køge Bugt Strandpark danner rammen om flere scener i kriminalromanen Men mor kom ikke af Birgitte Bidgau-Davidsen, hvor nogle af bogens personer holder til i det hyggelige havnemiljø ved de pittoreske indsøer. Strandparken er også åsted for et af romanens indledende mord.

## Ekstern henvisning og kilde
- Strandparken I/S
- "Brøndby Strands Historie" (Forstadsmuseet.dk)
- Kresten Leth Jørnø: "Køge Bugt Strandpark" (Byplanhistoriske Noter 35; Dansk Byplanlaboratorium 1997; SBN 87-90413-03-2)